# Faites confiance mais clarifiez
Faites confiance mais clarifiez est le cinquième épisode de la vingt-huitième saison de la série télévisée Les Simpson et le 601e épisode de la série. Il est sorti en première sur le réseau Fox le 23 octobre 2016.

## Synopsis
Lisa est suspicieuse des nouveaux bonbons de Krusty et essaie d'amener Bart à enquêter avec elle. De son côté, Kent Brockman perd son poste après avoir raconté des mensonges à l'écran. Et Homer demande à Marge de le conseiller sur sa nouvelle tenue vestimentaire afin d'avoir un meilleur emploi.

## Réception
Lors de sa première diffusion l'épisode a attiré 3,36 millions de téléspectateurs.